# Superocéano

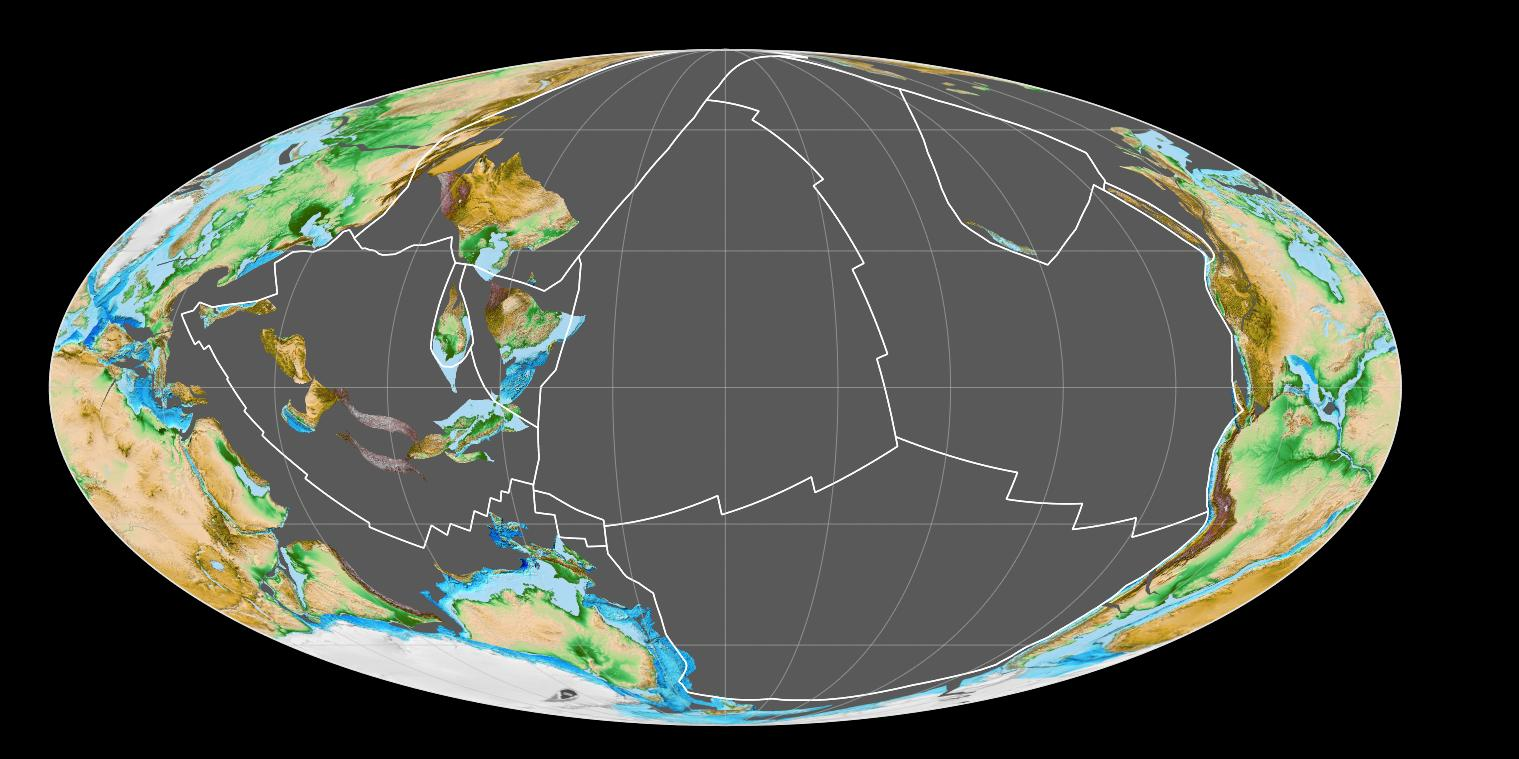
El supercontinente Pangea estaba rodeado por el superocéano Pantalasa (en gris oscuro).

Un superocéano es generalmente todo aquel océano cuyas aguas bañan las costas de un supercontinente. La denominación suele atañer a alguna de las grandes masas de agua arcaicas que rodeaban a la sazón a los supercontinentes del pasado geológico de la Tierra, aunque también puede designar a futuras formaciones resultado de la deriva continental. Asimismo se define en ocasiones como cualquier masa de agua mayor que el océano Pacífico. Algunos de los superocéanos que son conocidos por un nombre son Mirovia, que rodeaba al supercontinente Rodinia, Pantalasa, que rodeaba el supercontinente Pangea, Panafricano que rodeaba a Pannotia y Columbia, junto con las masas de tierra anterior a Columbia (como Ur), también estuvieron rodeados por superocéanos. 
Como el agua superficial en los superocéanos se debía de mover sin obstáculos de este a oeste, tendería a calentarse con  la exposición solar por lo que el borde occidental del océano debería de ser más cálido que el oriental. Además, los cambios estacionales en la temperatura, que habrían sido mucho más rápidos en el interior, probablemente causaron monzones poderosos. En general, sin embargo, la mecánica de estas gigantescas masas de agua no se conoce bien.

## Lista de superocéanos
Algunos de los principales superocéanos que ya han sido nombrados son  los siguientes:
- Mirovia, que rodeaba a Rodinia durante la era mesoproterozoica.
- Océano Panafricano, que circundaba a Pannotia durante la Era Neoproterozoica.
- Océano Pantalásico o Pantalasa, que rodeaba a Pangea durante el final del período Paleozoico y el principio del período Mesozoico;

Además, se ha teorizado con la futura existencia de otro superocéano por la deriva continental, el cual tiene dos configuraciones opuestas:
- Océano Megapacífico o Pantalasa II, un superocéano del futuro que deberá de rodear a Pangea última dentro de unos 200 millones de años
- Océano Megaatlántico, superoceano Atlántico u océano Indoatlántico, una futurible masa de agua que debería de rodear a Amasia o Novopangea dentro de unos 200 millones de años.